# Фини в Русия
Фините в Русия (на фински: Venäjänsuomalaiset, на руски: Финны в России) са 66-та по численост етническа група в Русия. Според преброяването на населението през 2010 г. броят на хората, определили се за фини, е 20 267 души, или 0,01% от населението на страната. Те са потомци на ингерманландците и заселници от Финландия, които по различно време емигрират в Русия.

## Численост и дял
Численост и дял на фините според преброяванията през годините:
| Преброяване | Численост | Дял (в %) |
| 1926        | 134 089   | 0,14      |
| 1939        | 138 962   | 0,13      |
| 1959        | 72 356    | 0,06      |
| 1970        | 62 307    | 0,05      |
| 1979        | 55 687    | 0,04      |
| 1989        | 47 102    | 0,03      |
| 2002        | 34 050    | 0,02      |
| 2010        | 20 267    | 0,01      |

## Религия
По вероизповедание фините традиционно принадлежат към лутеранската църква, друга по-малка част към православието. През 1991 г. се възстановява Евангелско-лутеранска църква на Ингрия, регистрирана официално през 1992 г. През 1997 г. от нея се отделя Карелската евангелическо-лутеранска църква.